# تصنيف الأعصاب المحيطية
تُقسم الأعصاب وفق تصنيف الأعصاب المحيطية في الجهاز العصبي المحيطي (بّي إن إس) إلى مجموعتين رئيسيتين، الجهاز العصبي الجسدي والجهاز العصبي الذاتي. يوفر هذان الجهازان معًا المعلومات المتعلقة بموقع وحالة الأطراف والأعضاء وباقي الجسم ويرسلاها إلى الجهاز العصبي المركزي (سي إن إس) عبر الأعصاب والعقد الموجودة خارج النخاع الشوكي والدماغ. يوجه الجهاز العصبي الجسدي جميع الحركات الإرادية للعضلات الهيكلية، ويُقسم إلى فرعين من التدفق العصبوني الصادر والوارد. يُقسم الجهاز العصبي الذاتي بدوره إلى الجهاز العصبي الودي والجهاز العصبي اللاودي بشكل رئيسي، مع جهاز ثالث أقل تمييز متمثل في الجهاز العصبي المعوي.

## الجهاز العصبي الذاتي

### لمحة تاريخية
في عام 1898، صاغ العالم البريطاني جون نيوبورت لانغلي مصطلح «ذاتي» لأول مرة عند تصنيف اتصالات الألياف العصبية مع الخلايا العصبية المحيطية. استخدم الباحثون السابقون العديد من المصطلحات المختلفة مثل «الأعصاب الودية» [وينسلو وآخرون] بهدف وصف ردود الفعل الودية التي تسببها عصبونات أحد أجزاء الجسم في جزء آخر من الجسم، إلى جانب «الأعصاب العقدية والجهاز العصبي العقدي» [ليفينغستون وآخرون] من أجل وصف التحول العقدي من الحركات الإرادية إلى اللاإرادية (ما جعل ربما هذه الخلايا المحيطية «خلايا عقدية»)، وغيرها من التصنيفات المختلفة. وفقًا له، لم يقصد لانغلي اختيار مصطلح ذاتي للإشارة إلى درجة الاستقلالية الخاصة بهذه الخلايا، بل أراد تحديد انحراف واضح عن مجموعة المصطلحات السابقة نظرًا إلى اختلاف فرضيته، التي دمجت الكثير من الأبحاث السابقة، بشكل كبير عن سابقاتها.
رفض لانغلي امتلاك الأعصاب الودية لعلاقة خاصة «ودية»، وأوضح بشكل واف وجود الأعصاب العقدية في كل من النخاع الشوكي والقحف، ما يجعل الاتصالات «العقدية» للأعصاب المحيطية مصطلحًا عديم الجدوى، إن لم يكن مضللًا. عوضًا عن ذلك، أشار إلى ميل وظائف العصبونات الودية المسؤولة عن تعصيب كامل الجسم إلى التعارض مع العصبونات الذاتية الأخرى للمنطقتين السقفية والبصلية العجزية. جُمعت المنطقتان الأخيرتان، السقفية والبصلية العجزية، لتشكلا الجهاز اللاودي نظرًا إلى ميلهما نحو الاستجابة بطرق مماثلة لعدد من الأدوية المختلفة. أشار لانغلي أيضًا في كتاباته إلى الجهاز العصبي المعوي، لكن استُبعدت هذه المجموعة الثالثة بشكل كبير من المناقشة في الممارسة الحديثة.

### تقنيات التصنيف

#### التقنيات التقليدية
اعتمد جزء كبير من تصنيف الأعصاب الذي أنجزه لانغلي، وتوسع به غاسكل، على الاستجابات الدوائية للأعصاب في جميع أنحاء الجسم بالإضافة إلى التشابه التشريحي الإجمالي للأعصاب. على سبيل المثال، ثبت أنه باستطاعة الأدرينالين إثارة نفس التأثيرات الجسدية المسببة بالتنبيه الكهربائي المباشر للعصبونات الودية، وأثارت فئات أخرى من الأدوية أيضًا استجابات تحتويها العصبونات اللاودية. تؤدي استجابة الجهاز العصبي الودي للأدرينالين، على وجه التحديد، إلى ارتباط الجهاز مع استجابة «قاتل أو اهرب» لدى البشر، على الرغم من اعتبار هذا تبسيطًا مفرطًا لدور «إس إن إس». شهد هذان التصنيفان المختلفان مزيدًا من الدعم عبر الاختلافات في موقع المشابك العقدية. منذ اقتراح لانغلي الموحد في عشرينيات القرن العشرين، بقيت هذه التقسيمات ثابتة نسبيًا؛ من المعروف دور الجهاز العصبي اللاودي في تنظيم النشاطات غير الواعية للجسم والحفاظ على الاستتباب، بينما يتحكم الجهاز العصبي الودي بالاستجابات للمنبهات الخارجية، لكن يُعد كلاهما وظيفة غير إرادية. وصف لانغلي أيضًا الجهاز العصبي المعوي الذي لم يتلق سوى قدر ضئيل من الاهتمام، إذ تميل معظم الكتب المدرسية الحديثة إلى ذكر المسارين الودي واللاودي فقط في سياق الجهاز العصبي الذاتي.

#### التقنيات الحديثة
بقيت تصنيفات أعصاب الجهاز العصبي الذاتي الخاصة بالمنهجيات التقليدية ثابتة تقريبًا على مدى القرن الأخير. مع ذلك، ركزت وجهات النظر الحديثة بشكل متزايد على الآليات التطورية والجزيئية لهذه الأجهزة. على هذا النحو، ازداد الاهتمام بعناصر مثل التعبير الجيني، والخصائص التطورية والوظائف الإجمالية لهذه العصبونات. على وجه التحديد، خضع تصنيف التدفق العجزي باعتباره لاودي إلى بعض التدقيق بدءًا من عام 2016.
كشفت إيزابيل إسبنوزا ميدينا، التي تعمل في مختبر الباحث جان فرانسوا برونيه في «آي بي إن إس»، جود عدد من عوامل النسخ داخل العصبونات ما قبل العقدة في المنطقتين العجزية والقطنية السفلية الضرورية لعملية تخلق النسيج العصبي. وُجدت عوامل النسخ هذه سابقًا داخل أجزاء أخرى من النخاع الشوكي فقط، لكن لم يُعبر عنها بشكل مشترك في القحف النامي. أدى هذا التشابه الجينومي بين المنطقة العجزية القطنية وبقية النخاع الشوكي إلى استنتاج إمكانية تشكيل المنطقة العجزية للنخاع الشوكي جزءًا فعليًا من الجهاز العصبي الودي. أدى تأثير هذه المراجعة إلى تقسيم ثنائي للجهاز العصبي الذاتي، إذ اعتُبر القحف لاوديًا بينما كان النخاع الشوكي فقط وديًا.
رفض باحثون آخرون في المجال نفسه هذا الادعاء. قدّم مختبر الباحث الألماني ويلفريد يانيغ منشورًا زعم فيه أن إعادة التصنيف هذه «خاطئة». تمثلت إحدى الحجج التي استند إليها يانيغ وآخرون في وجود تعارض مع النهج البحثي التطوري الذي تتبعه إسبنوزا ميدينا. جادل يانيغ وآخرون باقتصار العديد من الواسمات الجينية المقاسة من إسبنوزا مدينا على التعبير العابر في المنطقة العجزية القطنية للمساعدة في هجرة هذه الخلايا وتمايزها. على هذا النحو، تشترك هذه الأعصاب بالضرورة في أوجه التشابه التعبيرية مع جاراتها من الأعصاب الشوكية الودية، لكن لا يُعد هذا كافيًا لوصف هذه الأعصاب بأي شيء أكثر من كونها شوكية بطبيعتها. علاوة على ذلك، يفيد يانيغ وآخرون بتعارض إعادة التصنيف هذه مع المعلومات المتعلقة بالأفعال المعارضة للمسارين الودي واللاودي في العقد الحوضية.